# ヴァンデルソン・ジ・オリヴェイラ・カンポス
ヴァンデルソンことヴァンデルソン・ジ・オリヴェイラ・カンポス（Vanderson de Oliveira Campos, 2001年6月21日 - ）は、ブラジルのプロサッカー選手。ブラジル代表。ASモナコ所属。ポジションはディフェンダー（サイドバック）。

## 来歴

### クラブ
マットグロッソ州ロンドノポリスに生まれ、11歳で地元のクラブであるウニオンECの下部組織に入団。幼少期は主にミッドフィールダーであったが、サンドロ・ヒロシの紹介で加入したリオ・ブランコの下部組織で右サイドバックにコンバートされた。大会でリオ・ブランコの試合を見ていたグレミオのスタッフに、技術の高さ、賢さ、精神的な強さを見出され、2019年にグレミオとの契約に至った。
2020年12月27日、リーグ第27節のアトレチコ・ゴイアニエンセでプロデビューを果たすと、2戦目となるバイーア戦ではプロ初ゴールを記録した。
アーセナルやACミランなどのビッグクラブも関心を寄せる中、2022年1月1日、5年契約でリーグ・アンのモナコに移籍。加入して間もなく、1月9日のナント戦で後半にジェルソン・マルティンスとの交代でリーグ・アン初出場。同月23日、モンペリエ戦でモナコでの初ゴールを挙げた。8月17日には、契約を1年延長することで合意した。
すぐに新天地に適応し、攻撃的サイドバックとして高いパフォーマンスを示しているヴァンデルソンに、バルセロナやマンチェスター・ユナイテッドも関心を示しているとスペインの複数のメディアが報じている。

### 代表
2023年5月28日、ギニアおよびセネガルとの親善試合に臨むブラジル代表に初招集され、6月17日のギニア戦で代表初キャップを刻んだ。

## 個人成績

### クラブ
| 国内大会個人成績 | 国内大会個人成績 | 国内大会個人成績 | 国内大会個人成績 | 国内大会個人成績 | 国内大会個人成績                      | 国内大会個人成績 | 国内大会個人成績 | 国内大会個人成績 | 国内大会個人成績 | 国内大会個人成績 | 国内大会個人成績 |
| 年度             | クラブ           | 背番号           | リーグ           | リーグ戦         | リーグ戦                              | リーグ杯         | リーグ杯         | オープン杯       | オープン杯       | 期間通算         | 期間通算         |
| 年度             | クラブ           | 背番号           | リーグ           | 出場             | 得点                                  | 出場             | 得点             | 出場             | 得点             | 出場             | 得点             |
| ブラジル         | ブラジル         | ブラジル         | ブラジル         | リーグ戦         | リーグ戦                              | ブラジル杯       | ブラジル杯       | オープン杯       | オープン杯       | 期間通算         | 期間通算         |
| ---------------- | ---------------- | ---------------- | ---------------- | ---------------- | ------------------------------------- | ---------------- | ---------------- | ---------------- | ---------------- | ---------------- | ---------------- |
| 2020             | グレミオ         | 35               | セリエA          | 5                | 1                                     | 2                | 0                | -                | -                | 7                | 1                |
| 2021             | グレミオ         | 35               | セリエA          | 30               | 3                                     | 5                | 0                | -                | -                | 35               | 3                |
| フランス         | フランス         | フランス         | フランス         | リーグ戦         | リーグ戦                              | F・リーグ杯      | F・リーグ杯      | フランス杯       | フランス杯       | 期間通算         | 期間通算         |
| 2021-22          | モナコ           | 2                | リーグ・アン     | 17               | 2                                     | -                | -                | 3                | 0                | 20               | 2                |
| 2022-23          | モナコ           | 2                | リーグ・アン     | 31               | 1                                     | -                | -                | 0                | 0                | 31               | 1                |
| 2023-24          | モナコ           | 2                | リーグ・アン     | 20               | 3                                     | -                | -                | 3                | 0                | 23               | 3                |
| 2024-25          | モナコ           | 2                | リーグ・アン     | 29               | 1                                     | -                | -                | 2                | 1                | 31               | 2                |
| 通算             | ブラジル         | ブラジル         | セリエA          | 35               | 4                                     | 7                | 0                | -                | -                | 42               | 4                |
| 通算             | フランス         | フランス         | リーグ・アン     | 97               | 7                                     | -                | -                | 8                | 1                | 105              | 8                |
| 総通算           | 総通算           | 総通算           | 総通算           | 132              | 11\|\|\|7\|\|0\|\|8\|\|1\|\|147\|\|12 |                  |                  |                  |                  |                  |                  |

### 代表
| ブラジル代表 | 国際Aマッチ | 国際Aマッチ |
| 年           | 出場        | 得点        |
| ------------ | ----------- | ----------- |
| 2023         | 2           | 0           |
| 2024         | 2           | 0           |
| 2025         | 1           | 0           |
| 通算         | 5           | 0           |

## タイトル

### クラブ
グレミオFBPA
- カンピオナート・ガウショ（2021）